# Õismäe

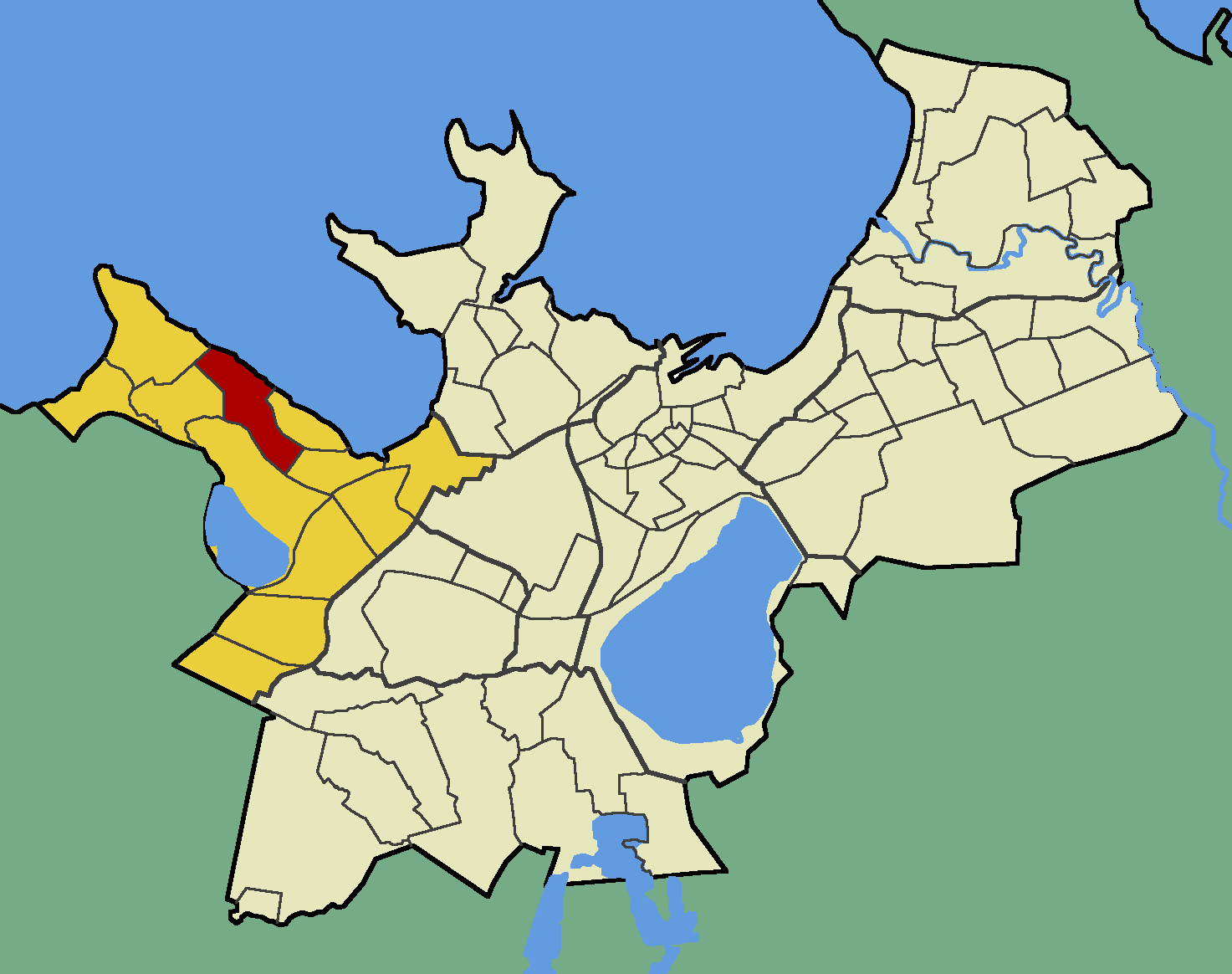
Der Bezirk Õismäe (rot) im Tallinner Stadtteil Haabersti (gelb)

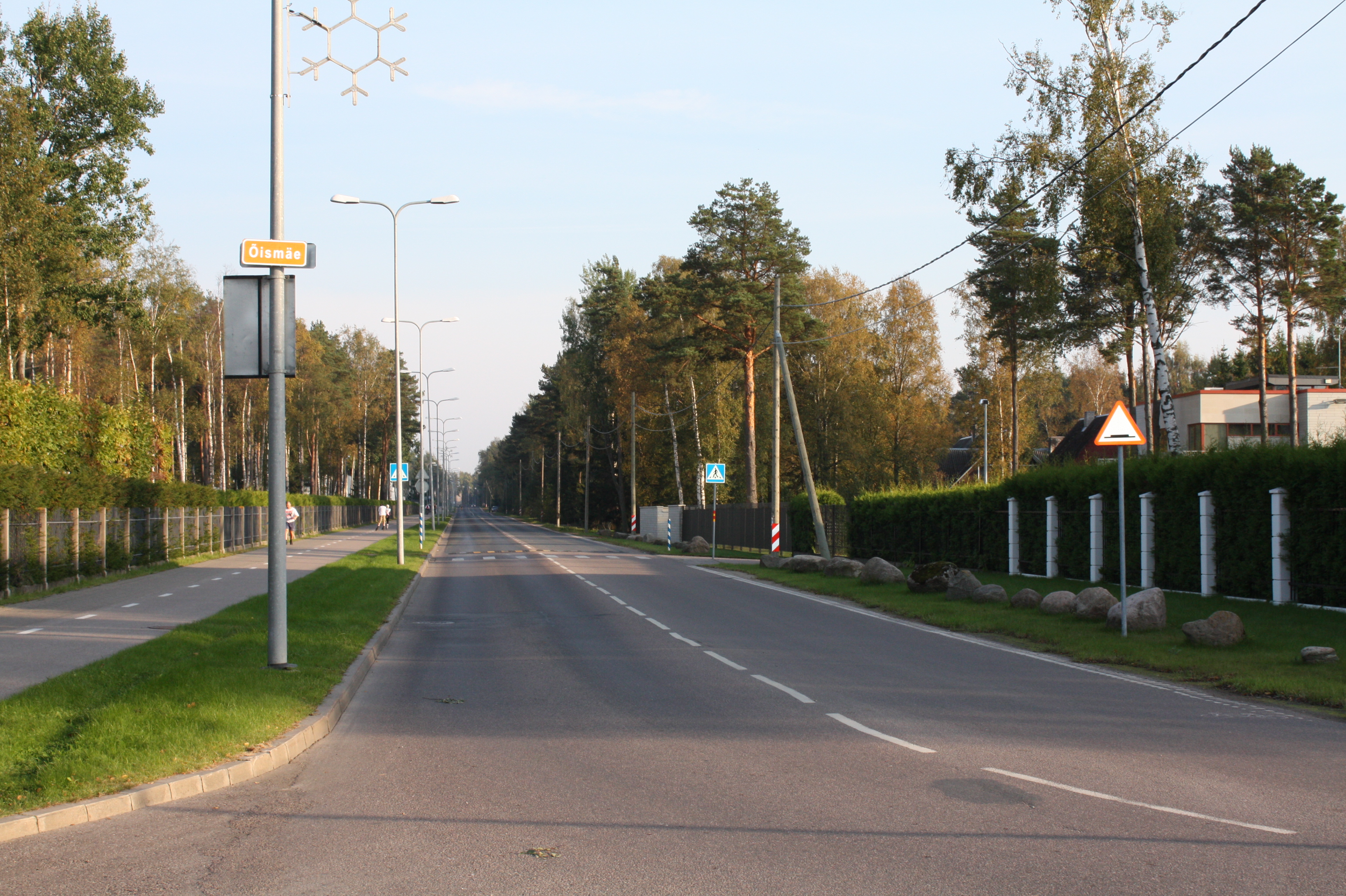
Straße in Õismäe.

Õismäe (zu Deutsch „Blütenberg“) ist ein Bezirk (estnisch asum) der estnischen Hauptstadt Tallinn. Er liegt im Stadtteil Haabersti, sechs Kilometer vom Tallinner Stadtzentrum entfernt.

## Lage
Õismäe hat 942 Einwohner (Stand 1. Mai 2010). Der Stadtbezirk liegt an der Bucht von Kopli (Kopli laht) mit ihren Ostsee-Stränden. In unmittelbarer Nähe liegen das Estnische Freilichtmuseum (Eesti Vabaõhumuuseum) und das Moor von Õismäe (Õismäe raba). Der Stadtbezirk liegt nordöstlich des Harku-Sees (Harku järv).

## Geschichte
Die Gegend wurde im Tallinner Kämmereibuch 1440 als Laddienpäh, Lapwenpe bzw. Ladenpe, anders geheten Hensinck verzeichnet. Ab 1549 wurden die kleinen Siedlungen des Gebiets von den Tallinner Wald-Ratsherren verwaltet. 1646 wurden die Wiesen und Weiden von Õismäe als Heuschlag Heise-Nehm erwähnt (neem = estn. „Landzunge“).
Für das Jahr 1697 ist ein Dorf namens Eismeggi erwähnt. Auf der Landkarte des deutschbaltischen Geographen Ludwig August Mellin ist der Ort 1798 als Essemeggi belegt.
1958 wurde der östliche Teil des damals selbständigen Dorfes Õismäe (Õismäe küla) der Stadt Tallinn eingegliedert. Mit der Gebietsreform 1975 wurde das gesamte ehemalige Areal des Dorfes Õismäe Teil Tallinns.
Heute überwiegen private Wohnhäuser in der grünen, bewaldeten Gartenstadt.